# فوقس مقرن
فوقس مقرن (الاسم العلمي: Fucus ceranoides) هو نوع من الطلائعيات يتبع جنس الفوقس من الفصيلة الفوقسية.	    